# フェラーリ・250GT SWB
フェラーリ・250GT ベルリネッタ・パッソ・コルト (Ferrari 250GT Berlinetta Passo Corto) は、イタリアの自動車メーカー、フェラーリが1959年から1962年まで生産した自動車である。通称は250GT SWB (Short Wheelbase Berlinetta) 。

## 概要
ホイールベースをそれまでの2,600mmから2,400mmへ短縮。このため、従来モデルをパッソ・ルンゴ (Passo lungo) 、英語ではLWB (Long Wheelbase Berlinetta)、改良型をパッソ・コルト (Passo Corto) 、英語ではSWB (Short Wheelbase Berlinetta) と呼んで区別するようになった。
250GT TdFに代わる主力モデルとして欧米の耐久レースで活躍し、1960年に市販モデルを追加した。デザインはピニンファリーナ、生産はスカリエッティが担当した。ボディはコンペティションモデルはアルミ製、市販モデルはスチール製であった。
初期型はドアサッシの後端が丸く下がっているのと、前後フェンダーのエアアウトレットが付いていない、トランクリッドにライセンスプレート取り付け用のハウジングが付いていないなどの外観上の特徴を持つ。またコンペティションモデルは前後フェンダーのフレアが大きくとられている。全長4,200mm、全幅1,680mm、全高1,270mm（後期ストリート型）と発表されている。
エンジンは初期のストリートバージョンがティーポ128、中期以降はティーポ168とよばれるユニットが搭載されていた。キャブレターは標準がウェーバー38DCLを3基搭載し、圧縮比9.2：1から240～250馬力を発生していた。スペックは水冷60度V型12気筒2,953ccで各シリンダー当り2バルブを持つSOHCが採用されていた。
コンペティションバージョンはティーポ168B（もしくはティーポ168comp）と呼ばれるエンジンが搭載されていた。60年以降に強化されたエンジンはティーポ168comp/61とよばれ、さらに強化されたティーポ168comp/62（フェラーリ・250GTO用ユニット）へと進化することになる。168Bは270馬力、comp/61は280馬力を発生するといわれた。
トランスミッションは標準が4段+リバースでフルシンクロ、変速比は1～4速がそれぞれ2.583、1.700、1.265、1.00で、ファイナルギヤは3.44～4.57まで8種類が選べた。最高速は188～250Km/h（ファイナルによって異なる）。
ブレーキは4輪ともダンロップ製キャリパーとソリッドディスクで、市販型にはベンディックス製のブレーキサーボを備える。タイヤは185-15（ラジアル）か、6.00-15（レーシングタイヤ）でボラーニのワイヤーホイールが標準で付く。
ステアリングギヤボックスはZF製のウォームアンドセクター、サスペンションはフロントがダブルウイッシュボーンの独立、リアは半楕円リーフのリジットアクスルにラディアスアームが付く。
アブソーバーは前後とも筒型ダンパーが付く。
250GTベルリネッタSWBは160台程度が生産された。